# Tiago Nunes
Tiago Retzlaff Nunes (Santa Maria, 15 febbraio 1980) è un allenatore di calcio brasiliano, tecnico del Universidad Católica.

## Carriera

### Allenatore
Dopo aver allenato nelle serie inferiori del calcio brasiliano e nelle selezioni giovanili, nel 2018 è stato incaricato di guidare l'Athl. Paranaense, militante in Série A.

## Palmarès

### Competizioni statali
- Campionato Acriano: 1

Rio Branco-AC: 2010
- Campionato Paranaense: 1

Atlético Paranaense: 2018
- Campionato Gaúcho: 1

Gremio: 2021

### Competizioni nazionali
- Coppa del Brasile: 1

Atletico Paranaense: 2019

### Competizioni internazionali
- Coppa Sudamericana: 1

Atlético Paranaense: 2018
- Coppa Suruga Bank: 1

Atletico Paranaense: 2019